# Стрелки (Тверская область)
Стрелки — деревня в Зубцовском районе Тверской области. Входит в состав Княжьегорского сельского поселения.

## География
Находится в южной части Тверской области на расстоянии приблизительно 5 км на северо-восток по прямой от станции Княжьи Горы.

## История
Деревня была отмечена еще на карте 1825 года. В 1859 году здесь (деревня Зубцовского уезда Тверской губернии) было учтено 42 двора, в 1939 — 52.

## Население
Численность населения: 295 человек (1859 год), 8 (русские 100%) в 2002 году, 6 в 2010.